# エマ・E・ブッカー小学校

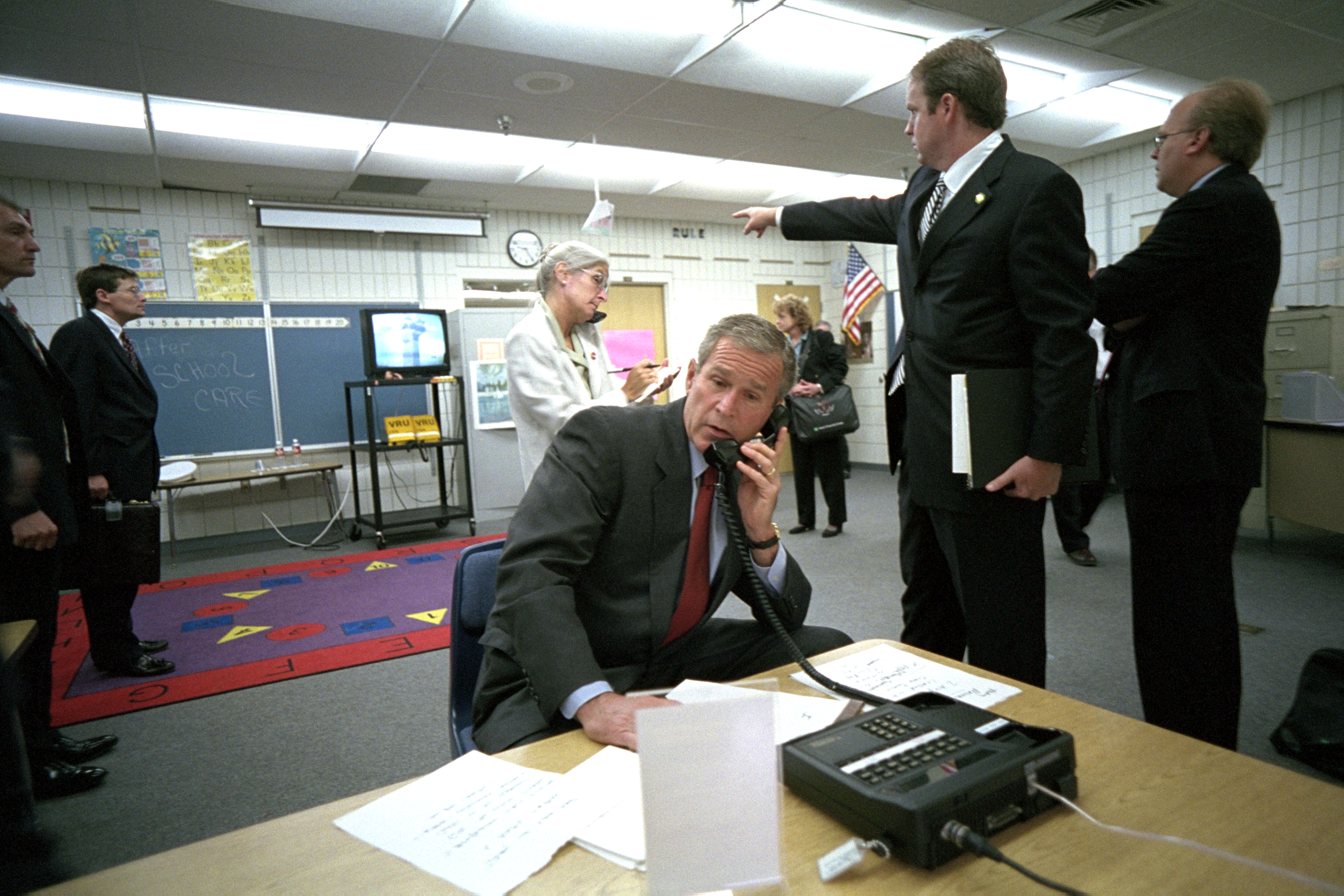
テロ攻撃後、小学校内で連絡を行うブッシュ大統領

エマ・E・ブッカー小学校（英:Emma E. Booker Elementary School）は、アメリカ合衆国フロリダ州サラソータにある小学校である。フロリダ州サラソータ郡で初の黒人学校を設立した教育家エマ・E・ブッカーにちなみ、1989年秋に開校した。

## 歴史

### 2001年のブッシュ大統領の訪問
この小学校は2001年9月11日朝(米国東部標準時)にジョージ・W・ブッシュアメリカ合衆国大統領が訪問したことにより、世界的な注目を集めた。2機目の旅客機が世界貿易センタービルに激突したと報告を受けたときにブッシュ大統領はエマ・E・ブッカー小学校におり、ここでアメリカ同時多発テロ事件に対する最初の公式コメントを発表した。

#### テロ攻撃の報告
ブッシュ大統領が小学校に着く約10分前に、1機目の旅客機が世界貿易センタービル北棟に激突した。プレス・プールのカメラマンは、ホワイトハウス報道官アリ・フライシャーが「激突」に関する疑問に答える必要があるだろうということ、コンドリーザ・ライス大統領補佐官から保留電話があったことを無線メッセージで聞いた。大統領はSandra Kay Danielsが担任を務める2年生の教室に入り、ロデリック・レイナー・ペイジ教育長官にクラスを紹介、Daniels氏と握手した。大統領と担任は児童の席と向き合って座り、児童による「ペットのヤギ」の朗読を聞いた。
午前9時5分頃、アンドルー・カード首席補佐官は大統領に「2機目の旅客機が南棟に激突した。アメリカが攻撃されている可能性がある」と耳打ちした。大統領は動揺を与えないために（後述）、約7分間児童の朗読を聞き続け、それが終わると質問と激励を行い、一言断って退出した。
Bill Sammonの著書によると、Fleischer報道官は教室の後ろから「まだ何も喋らないように」と書かれた紙を掲げていた。大統領はメガネをかけていなかったにもかかわらずそれを読み取ることができ、メディアに気付かれることもなかった。Sammonは以下のようにも語っている。
「ブッシュ大統領は地獄のような事態が進行していることを想像し、一言断って退出すべきか悩んだ。しかしどんなメッセージを送れば、大統領は国際的な注目の中で即座に立ち上がり教室から出て行けたのだろうか？」

#### 記者会見
ブッシュ大統領は教室内で約20分を過ごした後、学校の図書室で短い記者会見を開いた。大統領は「これはアメリカにとって困難の時だ」と告げ、旅客機の激突と政府の迅速な対応について数分間演説を行った。その後大統領は学校を後にし、サラソータ・ブレイデントン国際空港に向かった。

#### その後
ブッシュ大統領への批判の中でも、特にマイケル・ムーアの映画「華氏911」では、「テロ攻撃が進行中であることを知らされた後も朗読を聞き続けていたことは、大統領の優柔不断さを表していた」と論じている。一方、Improvising a Homeland Defenceと題された9/11コミッションのスタッフレポートでは、「大統領は強いイメージを与えるべきであり、状況をより理解するまで落ち着くべきだと大統領は考えた」と書かれている。
ウサマ・ビン・ラディンは2004年大統領選挙に先立ってビデオ声明でテロ攻撃について言及し、「ブッシュ大統領が朗読を聞き続けたおかげでハイジャッカーが攻撃するのに十分な時間が与えられた」と述べている。
「大統領が旅客機がビルに突入する事態よりも少女とヤギについて話すことに集中してくれたおかげで、我々は作戦を3回実行する時間を与えられた。全てはアッラーの思し召しであろう。」
この事件から数年間、小学校の教員と児童はブッシュ大統領の当時の行動を擁護した。2007年に死去したGwendolyn Tose-Rigell校長は、「たとえ誰が大統領だったとしても、より上手く対処することはできなかっただろう。もしブッシュ大統領が椅子から飛び上がって教室から走り去ったとして、それが何になっただろうか」と述べている。
ビン・ラディンの死後、10代になった当時の生徒Lazaro DubrocqとMariah Williamsが事件についてタイム誌に語ったところによると、ブッシュ大統領は朗読が終わるまで平静を保っていたという。Williamsは「朗読の内容は覚えていないけど…ブタについてだっけ？ でも、大統領の顔が赤く変わっていったのは覚えてる。本当に突然真剣になったの。でも私は当時7歳で無知だった。怖くて困惑したから、彼が立ち上がって退出しなかったことを喜んだの」と述べている。16歳になったChantal Guerreroも、ブッシュ大統領が落ち着きを取り戻し、「ペットのヤギ」の朗読が終わるまで児童と過ごしたことに感謝し、「大統領は私たちが気付かないようにしてくれていたのだと思う。そのおかげで私たちは誰も興奮しなかった」と語っている。